# Steve Lacy
Steve Thomas Lacy-Moya, född 23 maj 1998, är en amerikansk sångare, basist, gitarrist, musikproducent och modell. 
Han har gjort ett flertal artistsamarbeten med bland annat Frank Ocean, Vampire Weekend, Kendrick Lamar och Tyler, the creator. Han har (2025) ungefär 26,8 miljoner lyssnare i månaden på Spotify. 

## Biografi
Steve Thomas Lacy-Moya är född i Los Angeles och uppvuxen i stadsområdet Compton. Han lärde sig tidigt spela gitarr då han ofta besökte kyrkan med sin mor där han fick lära sig spela. Vid 14 års ålder började han spela bas i ett band, The Internet, tillsammans med sina vänner. Därefter producerade han ett Grammy-nominerat album medan han fortfarande gick i skolan. Efter att han hade slutat skolan började han göra artistsamarbeten.  
Han har varit modell för modehuset Louis Vuitton. 

## Diskografi

### Album
| Album             | År   |
| Gemini Rights     | 2022 |
| The Lo-Fis        | 2020 |
| Apollo XXI        | 2019 |
| Steve Lacy's Demo | 2017 |

### Singlar
| Singel                 | År   |
| Live Without Your Love | 2020 |
| Black Qualls           | 2020 |
| Some                   | 2016 |
| C U Girl               | 2015 |

## Nomineringar
| Pris          | Nomernering                   | Album      | Årtal |
| ------------- | ----------------------------- | ---------- | ----- |
| Grammy Awards | Best urban contemporary album | Apollo XXI | 2019  |
| Grammy Awards | Best urban contemporary album | Ego Death  | 2015  |